# Vol Kenya Airways 507
Dans la nuit du 5 mai 2007, le Boeing 737-800 effectuant le vol Kenya Airways 507, un vol international régulier assuré par la compagnie aérienne nationale kenyane, Kenya Airways, et reliant les villes d'Abidjan, en Côte d'Ivoire, à Nairobi, au Kenya, avec une escale prévue à Douala, au Cameroun, s'est écrasé peu après son décollage de l'aéroport international de Douala. On ne compte aucun survivant parmi les 114 passagers et membres d'équipage présents à bord.
L'enquête menée par l'autorité aéronautique du Cameroun a déterminé que les pilotes n'ont ni remarqué, ni corrigé une inclinaison excessive, survenue peu après le décollage. Cela a conduit à la perte de contrôle et au crash de l'appareil.

## Avion et équipage
L'appareil impliqué dans l'accident était un Boeing 737-8AL, immatriculé 5Y-KYA et sorti d'usine en 2006 (numéro de série 35069). Il était équipé de deux turboréacteurs à double flux, de type CFM56-7B26. Cet avion de ligne court/moyen-courrier a volé pour la première fois le 9 octobre 2006 et a été livrée à Kenya Airways le 27 octobre. Il était en exploitation depuis seulement six mois au moment de l'accident, et était l'un des trois 737-800 que Kenya Airways avait récemment acquis auprès de Singapore Aircraft Leasing Enterprise (en).
L'équipage du vol 507 était composé du commandant de bord Francis Mbatia Wamwea (52 ans), qui totalisait 8 682 heures de vol à son actif, et le copilote Andrew Wanyoike Kiuru (23 ans), qui avait rejoint la compagnie aérienne seulement un an avant l'accident et totalisait 831 heures de vol.

## Circonstance de l'accident
Le vol 507 était l'un des trois vols prévus au départ de l'aéroport international de Douala vers minuit ce soir-là, avec deux autres vols opérés par Cameroon Airlines et Royal Air Maroc. Les équipages des deux autres appareils ont choisi d'attendre que la météo s'améliore, tandis que l'équipage de Kenya Airways a décidé de décoller, car ils avaient déjà été retardés de plus d'une heure et le commandant estimait que la météo s'était suffisamment améliorée pour le départ. 
Le commandant de bord n'a néanmoins pas demandé l'autorisation de décoller à la tour de contrôle de l'aéroport, et l'avion a quitté Douala, avec 105 passagers et 9 membres d'équipage, à 00h06 heure locale ; le vol devait arriver à l'aéroport international Jomo-Kenyatta de Nairobi, au Kenya, à 6 h 15 heure locale.
Le 737 a décollé de l'aéroport international de Douala par un temps orageux. Cette nuit du 4 au 5 mai 2007, les conditions météos à Douala étaient très mauvaises, avec notamment de forte pluie et des vents violents. Malgré les réserves de la tour de contrôle par rapport au temps, l'équipage du vol 507 décida de décoller. Mais, peu après, le contact avec la tour de contrôle se rompit. Au petit matin du 5 mai, la nouvelle de la disparition du vol 507 se répandit rapidement et des équipes de recherches parties de Douala et de Yaoundé furent déployées sur l'itinéraire que devaient emprunter l'avion après son décollage. 
L'épave du vol 507 a été découverte en début de soirée du 6 mai 2007 dans un marais, à environ 20 km au sud-est de Douala, submergée dans la boue et l'eau. Aucune des 114 personnes à bord de l'appareil n'a survécu au crash. De plus, le directeur général du Kenya Airways, Titus Naikuni (en), a déclaré à Nairobi que la population locale avait conduit les sauveteurs sur le lieu de l'accident. 
La compagnie aérienne a également rapporté que 29 corps avaient été récupérés sur le site du crash, tandis que plusieurs rapports en provenance des autorités camerounaises affirmaient que plus de 40 corps avaient été récupérés. Les difficultés pour retrouver ce site étaient de deux types: d'une part, personne ne savait combien de temps l'avion est resté en vol après sa dernière communication radio avec la tour de contrôle. D'autre part, la végétation abondante sur le lieu du crash n'a pas permis aux avions de recherche qui l'avaient survolé de le remarquer.

## Secours
Selon l'aviation civile kényane, la carcasse de l'appareil a été localisée. Et d'après la radio publique camerounaise, le crash s'est produit dans le sud du pays, à Niete. Une information encore non confirmée de source officielle.
Deux hélicoptères de l'armée de l'air camerounaise ont commencé à survoler un large secteur situé au sud d'une ligne reliant Douala à Yaoundé et les brigades de gendarmerie de cette zone ont été mobilisées pour tenter de retrouver l'appareil. Plusieurs centres opérationnels d’urgence ont été activés. La plupart des passagers devaient prendre des correspondances à Nairobi et se rendre dans d'autres pays.

## Nationalités des passagers et membres d'équipage
La compagnie aérienne a dévoilé une liste des passagers présents à bord, indiquant que les 108 passagers à bord étaient des citoyens de 26 pays différents. Trente-sept d'entre eux étaient de nationalité camerounaises, et neuf des occupants étaient des ressortissants kenyans. Dix-sept passagers ont embarqué à Abidjan, tandis que les autres l'ont fait à Douala.
Les 6 membres d'équipage étaient kényans. Parmi les passagers se trouvaient un mécanicien navigant et un membre d'équipage de positionnement de cabine.
| Nationalité                              | Passagers | Equipage | Total |
| ---------------------------------------- | --------- | -------- | ----- |
| Cameroun/ France                         | 37        | 0        | 37    |
| Inde                                     | 15        | 0        | 15    |
| Kenya                                    | 3         | 6        | 9     |
| Afrique du Sud                           | 7         | 0        | 7     |
| Côte d'Ivoire/ France                    | 6         | 0        | 6     |
| Nigeria                                  | 6         | 0        | 6     |
| Chine                                    | 5         | 0        | 5     |
| Royaume-Uni                              | 5         | 0        | 5     |
| France                                   | 4         | 0        | 4     |
| Niger/ France                            | 3         | 0        | 3     |
| Guinée équatoriale                       | 2         | 0        | 2     |
| Comores/ France                          | 2         | 0        | 2     |
| Japon                                    | 2         | 0        | 2     |
| République centrafricaine                | 2         | 0        | 2     |
| République démocratique du Congo/ France | 2         | 0        | 2     |
| Australie                                | 1         | 0        | 1     |
| Autriche                                 | 1         | 0        | 1     |
| Belgique                                 | 1         | 0        | 1     |
| Burkina Faso                             | 1         | 0        | 1     |
| Canada                                   | 1         | 0        | 1     |
| Allemagne                                | 1         | 0        | 1     |
| République du Congo                      | 1         | 0        | 1     |
| Ghana                                    | 1         | 0        | 1     |
| Égypte                                   | 1         | 0        | 1     |
| Hongrie                                  | 1         | 0        | 1     |
| Irlande                                  | 1         | 0        | 1     |
| Israël                                   | 1         | 0        | 1     |
| Italie                                   | 1         | 0        | 1     |
| Corée du Sud                             | 1         | 0        | 1     |
| Mali/ France                             | 1         | 0        | 1     |
| Mauritanie/ France                       | 1         | 0        | 1     |
| Maurice/ France                          | 1         | 0        | 1     |
| Pays-Bas                                 | 1         | 0        | 1     |
| Maroc/ France                            | 1         | 0        | 1     |
| Sénégal/ France                          | 1         | 0        | 1     |
| Espagne                                  | 1         | 0        | 1     |
| Suède                                    | 1         | 0        | 1     |
| Suisse                                   | 1         | 0        | 1     |
| Tanzanie                                 | 1         | 0        | 1     |
| Togo/ France                             | 1         | 0        | 1     |
| Turquie                                  | 1         | 0        | 1     |
| États-Unis                               | 1         | 0        | 1     |
| Total                                    | 108       | 6        | 114   |

## L'enquête
Le gouvernement camerounais a mis en place une commission d'enquête technique pour enquêter sur les causes de l'accident. Le Conseil national de la sécurité des transports (NTSB) américain a envoyé une « équipe d'intervention » pour participer à l'enquête.
L'enregistreur de paramètres (FDR) a été récupéré le 7 mai, et l'enregistreur phonique (CVR) le 15 juin. Ils ont tous les deux été envoyés au Bureau de la sécurité des transports du Canada (BST) où ils ont été lus et analysés.
L'autorité aéronautique du Cameroun (CCAA) a a publié son rapport final sur l'accident du vol 507 le 28 avril 2010. Les résultats officiels de l'enquête technique, ouverte quelques jours après l'accident, ont été rendus publics en mai 2010. Ils révèlent que l’équipage du vol 507 a été victime d’une désorientation spatiale, après avoir négligé les procédures de vol standards et fait preuve d’une gestion des ressources de l'équipage insuffisante.
La conclusion du rapport d’enquête a révélé que le vol 507 a lancé la procédure de décollage à 0 h 06, sans avoir demandé l'autorisation de la tour de contrôle. Le commandant de bord, alors pilote en fonction (PF), parvient à maîtriser l’avion, qui a tendance à s’incliner progressivement vers la droite, jusqu’à une altitude de 1 000 pieds (305 m). Après seulement 42 secondes de vol, le commandant relâche les commandes de l’avion pendant 55 secondes, après avoir indiqué qu'il avait branché le pilote automatique. Or, ce dernier ne s'est pas engagé, et l'annonce n'a pas été confirmée par le copilote. 
Aucun des deux pilotes n'a remarqué que l'avion s'inclinait de plus en plus vers la droite, passant rapidement de 11° à 34°. Ils ne le constate que 40 secondes plus tard, au moment où l’inclinaison atteint un seuil critique et juste avant le déclenchement d’une alarme prévue à cet effet. 
Le commandant de bord reprend alors soudain le contrôle et, dans la confusion, il augmente plutôt l’angle d’inclinaison qui passe de 34° à 50°. C’est alors qu’il branche le pilote automatique, qui permet de stabiliser l’assiette de l'avion. Cependant, cette stabilisation ne suffit pas et le commandant reprend les commandes manuellement, ce qui a entraîné une nouvelle augmentation de l'angle d'inclinaison, qui passe alors à 70°. 
Le 737 a finalement piqué du nez, après avoir atteint une altitude de 2 900 pieds (880 m) et avec une inclinaison à droite de 115°. Les deux pilotes ont effectués des actions opposées et contradictoires sur les commandes de vol pour tenter une récupération de l'avion. Le vol 507 s'est écrasé à 0 h 08 dans la mangrove de Mbanga Pongo, à une vitesse 287 nœuds (532 km/h), une assiette à piquer de 48° et un roulis de 60° vers la droite.
Au cours de la formation de mise à niveau du commandant Wamwea, ses instructeurs ont enregistré plusieurs déficiences majeures concernant ses compétences en gestion des ressources de l'équipage, son respect des procédures d'exploitation standard, sa surveillance du poste de pilotage et sa prise de conscience de la situation. Un rapport de formation datant de 2002 a noté que le commandant avait tendance à être autoritaire envers ses collègues. Il a également échoué à un contrôle des compétences, sur un vol régulier de passagers, lorsqu'il a décidé de se dérouter après une panne de l'horizon artificiel (ADI) de secours. Il a subi un nouveau contrôle et l'a réussi. Même après être devenu commandant de bord, ces déficiences ont continué à être notées et les instructeurs ont rédigé des rapports à leur sujet. La compagnie aérienne a traité l'ensemble de ses rapports et a fait des recommandations correctives. D'autres pilotes de Kenya Airways ont décrit le commandant Wamea comme trop confiant et arrogant. La CCAA a déclaré que son comportement était probablement influencé par ses échecs d'entraînement.
Le copilote Kiuru a également échoué à un test de vol aux instruments (IFR) et à un test de radiotéléphonie (R/T) et a dû les repasser tous les deux. Bien que ses performances globales aient été jugée satisfaisantes, les instructeurs ont remarqué que Kiuru avait des difficultés à surveiller les éventuelles erreurs du pilote en fonction et à les signaler, ainsi qu'à surveiller le pilote automatique après l'avoir engagé. Ses collègues ont décrit Kiuru comme réservé et peu sûr de lui. Pendant le vol 507, il a été réprimandé à plusieurs reprise par le commandant, qui l'a traité de manière irrespectueuse, et ne l'a pas critiqué pour ses erreurs, se fiant plutôt à la confiance de ce dernier.

### Rapport final
Le rapport d’enquête de la CCAA est formel. Dans le deuxième paragraphe de sa conclusion consacrée aux « causes probables » en page 57, l’on peut lire : « L’avion s’est crashé après une perte de contrôle par l’équipage résultant d’une désorientation spatiale (…) après une longue et lente inclinaison pendant laquelle aucune vérification des instruments de bord n’a été effectuée, et en l’absence de repères visuels dans une nuit noire. » Ce paragraphe continue d’ailleurs : « un contrôle opérationnel inadéquat, un manque de coordination de la part de l’équipage, associés au non-respect des procédures de vol, à une confusion dans l’utilisation du pilote automatique ont également contribué à causer cette situation ».

## Conséquences
10 jours après l'accident, une cérémonie interreligieuse fut organisée à l'entrée de la vaste mangrove où l'accident avait eu lieu. Elle regroupait des représentants de toutes les communautés dont des membres avaient péri dans le crash. 
Parmi les victimes de l'accident, il y avait M. Utton Campbell, alors directeur général de MTN Cameroon, le directeur général de la filiale camerounaise de MTN, société sud-africaine de téléphonie mobile. D'autres cadres de cette société étaient également à bord.

## Médias
L'accident a fait l'objet d'un épisode dans la série télévisée Air Crash nommé « Équipage tempétueux » (saison 20 - épisode 10).